# Primula florindae
Первоцвіт тибетський, первоцвіт гігантський (Primula florindae) - вид рослин родини Первоцвітні.

## Назва
Рослина названа ботаніком Френком Кінгдон-Вордом на честь його дружини Флорінди.

## Будова
Багаторічна рослина до 90 см висоти. Має серцеподібні листки з зубчастим краєм та заокругленим кінчиком. Листя розвивається в розетці. Жовті воронкоподібні квіти зібрані у суцвіття по 20-40 на високих квітконіжках. Мають сильний запах гвоздики чи мускатного горіху. Стебло та квіти мають борошнисте покриття.

## Поширення та середовище існування
Зростає у заболочених місцях у Тибетському автономну районі.

## Практичне використання
Вирощується як декоративна рослина.

## Галерея

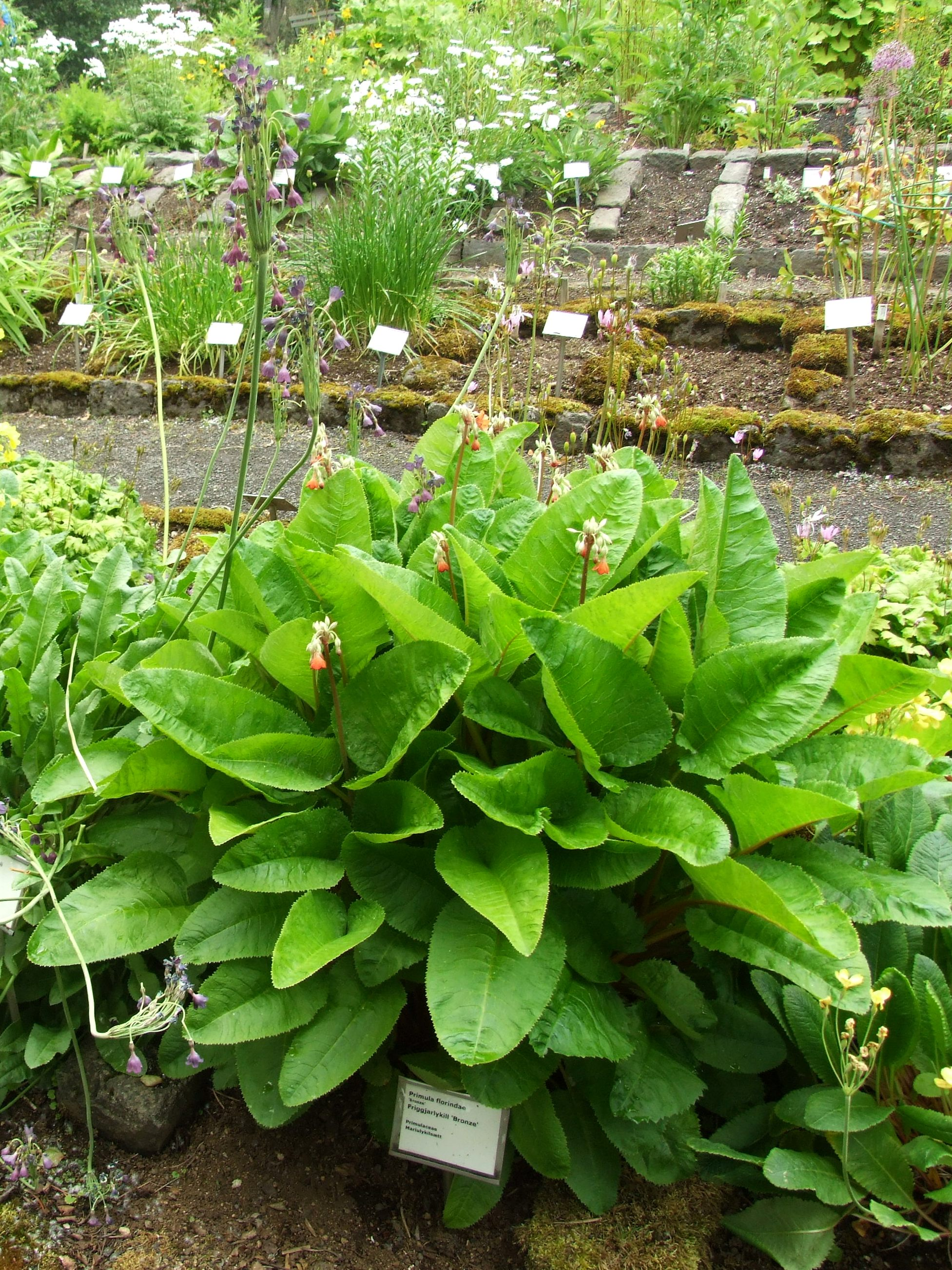
Розетка
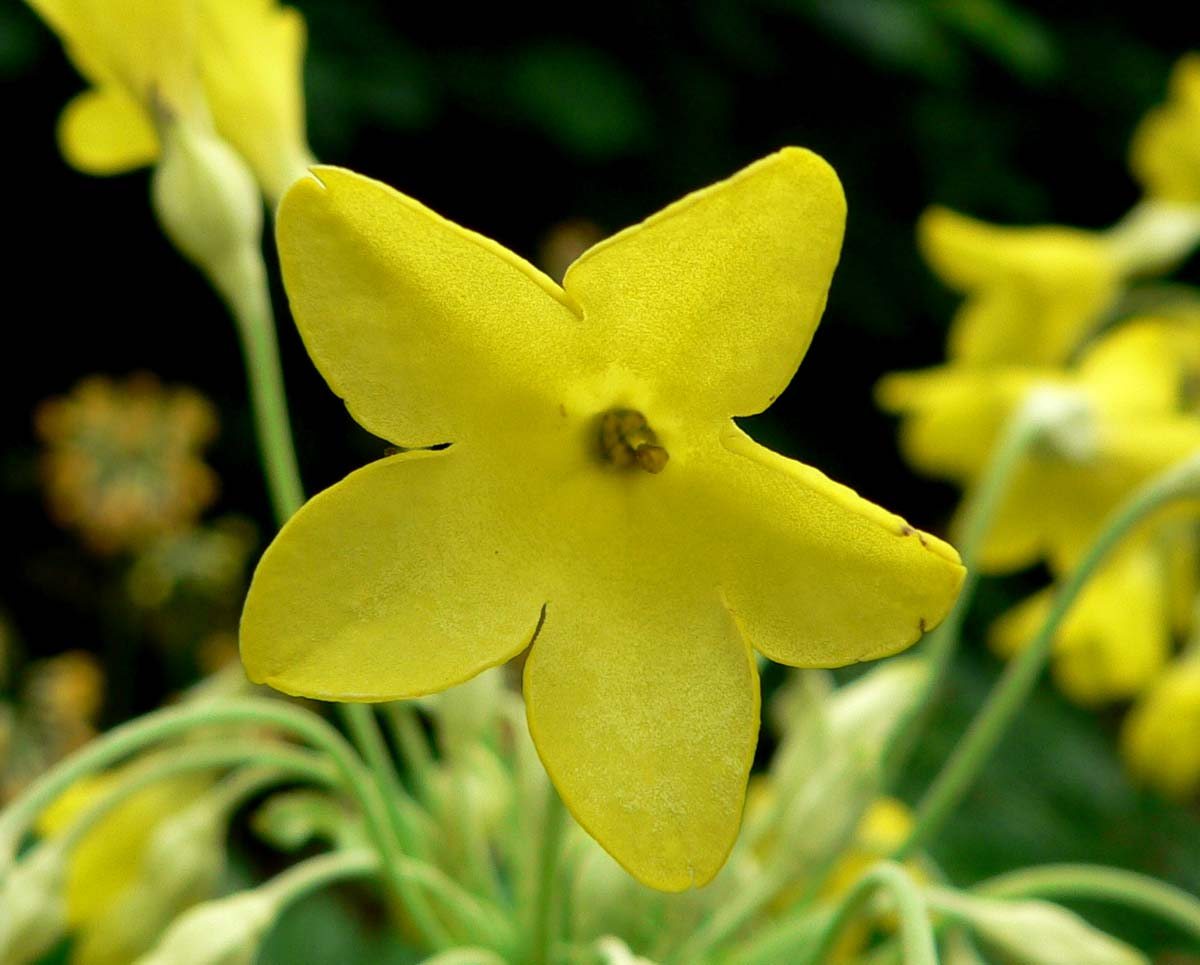
Квітка
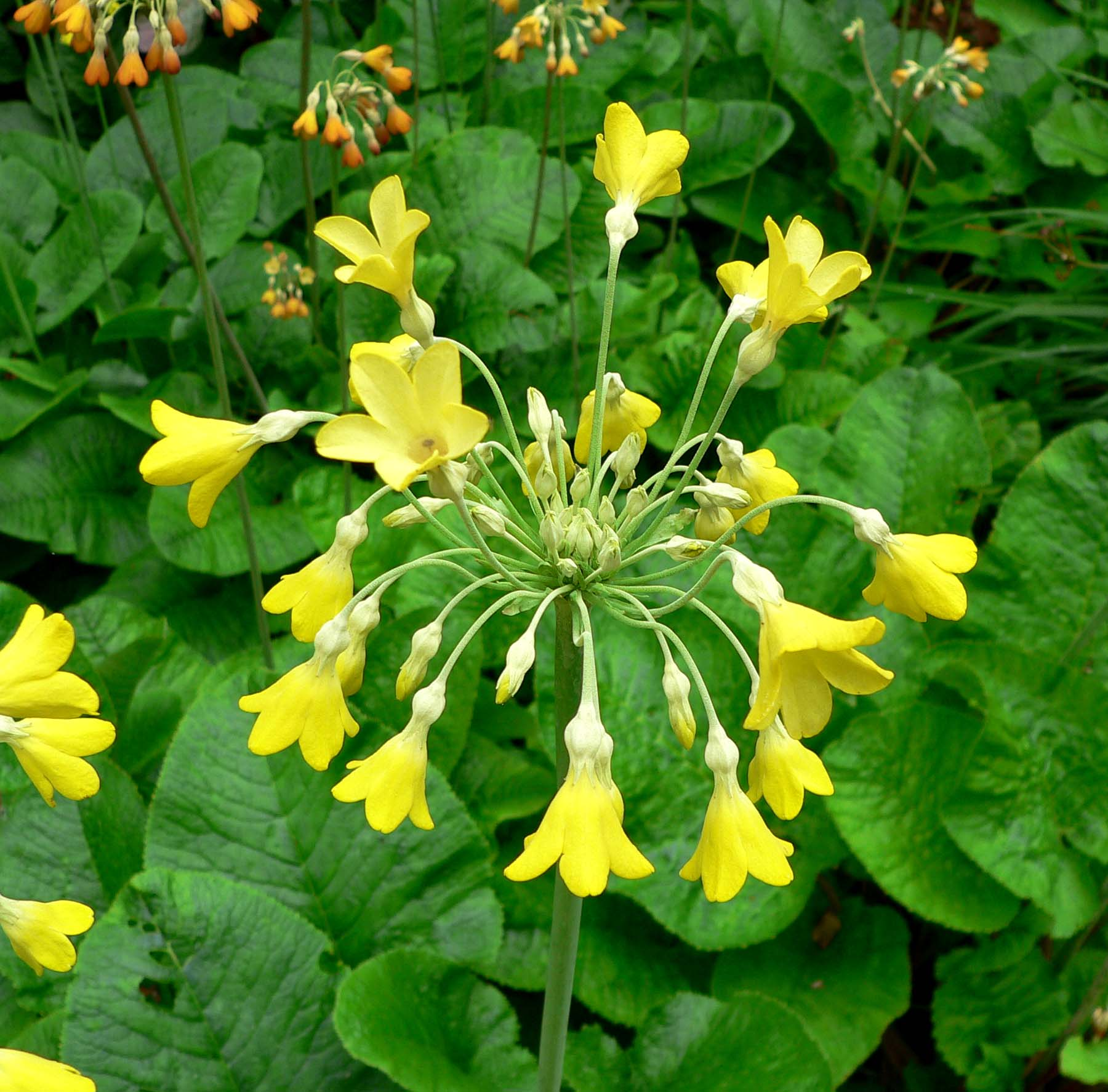
Суцвіття